# Wooroonooran nationalpark
Wooroonooran nationalpark är en nationalpark i Australien.   Den ligger i delstaten Queensland, i den nordöstra delen av landet, 2 000 km norr om huvudstaden Canberra. Wooroonooran nationalpark ligger 1 486 meter över havet.
I omgivningarna runt Wooroonooran nationalpark växer i huvudsak städsegrön lövskog.